# Muzeum Narodowe Republiki Tatarstanu
Muzeum Narodowe Republiki Tatarstanu (tatar. Татарстан Республикасы Милли музее) – instytucja naukowa, kulturalna i edukacyjna, najważniejszy ośrodek muzealny Tatarstanu.

## Historia
Muzeum zostało otwarte 5 kwietnia 1895 roku. W 1912 roku muzeum zostało przemianowane na Muzeum Miasta Kazań. 7 grudnia 1918 zostało przekształcone w Muzeum Gubernialne i podporządkowane pododdziałowi muzeów do spraw ochrony dzieł sztuki i zabytków gubernialnego wydziału oświaty ludowej RFSRR. 25 października 1944 roku dekretem Rady Komisarzy Ludowych otrzymało status Muzeum Państwowego. W 1981 roku muzeum zostało przekształcone w Państwowe Zjednoczone Muzeum Autonomicznej Socjalistycznej Republiki Radzieckiej Tatarstanu, a w 2001 roku otrzymało status Muzeum Narodowego Republiki Tatarstanu, obecnie jest państwową, finansowaną z budżetu, instytucją kultury pod nazwą „Muzeum Narodowe Republiki Tatarstanu”.

## Zbiory
W zbiorach Muzeum Narodowego Republiki Tatarstanu znajduje się ponad 910 tysięcy eksponatów. Największą grupę (ponad 270 tysięcy eksponatów) stanowią zbiory starożytnej i średniowiecznej historii Powołża. W skład tej kolekcji wchodzi między innymi złota i srebrna biżuteria reprezentująca sztukę Bułgarii Kamsko-Wołżańskiej. Muzeum znane jest też z bogatej ekspozycji egipskiej i przedmiotów gospodarstw domowych ludów dalekiego wschodu w tym Chin, Japonii czy Indii. Unikalna jest też ekspozycja poświęcona etnografii regionu kompleksowo przedstawiająca życie i kulturę ludów regionu kamsko-wołżańskiego. Najpełniej reprezentowana jest tu kolekcja etnograficzna tatarska, która obejmuje stroje narodowe i artykuły gospodarstwa domowego. Większość zbiorów pochodzi z XIX i XX wieku.